# بيتر أرسكين
بيتر أرسكين (بالإنجليزية: Peter Erskine)‏ هو عازف جاز وطبال أمريكي، ولد في 5 يونيو 1954 في سومرز بوينت في الولايات المتحدة.

## وصلات خارجية
- الموقع الرسمي
- بيتر أرسكين على موقع IMDb (الإنجليزية)
- بيتر أرسكين على موقع ميوزك برينز (الإنجليزية)
- بيتر أرسكين على موقع أول ميوزيك (الإنجليزية)
- بيتر أرسكين على موقع ديسكوغز (الإنجليزية)
- بيتر أرسكين على موقع قاعدة بيانات الفيلم (الإنجليزية)